# Nijūmon

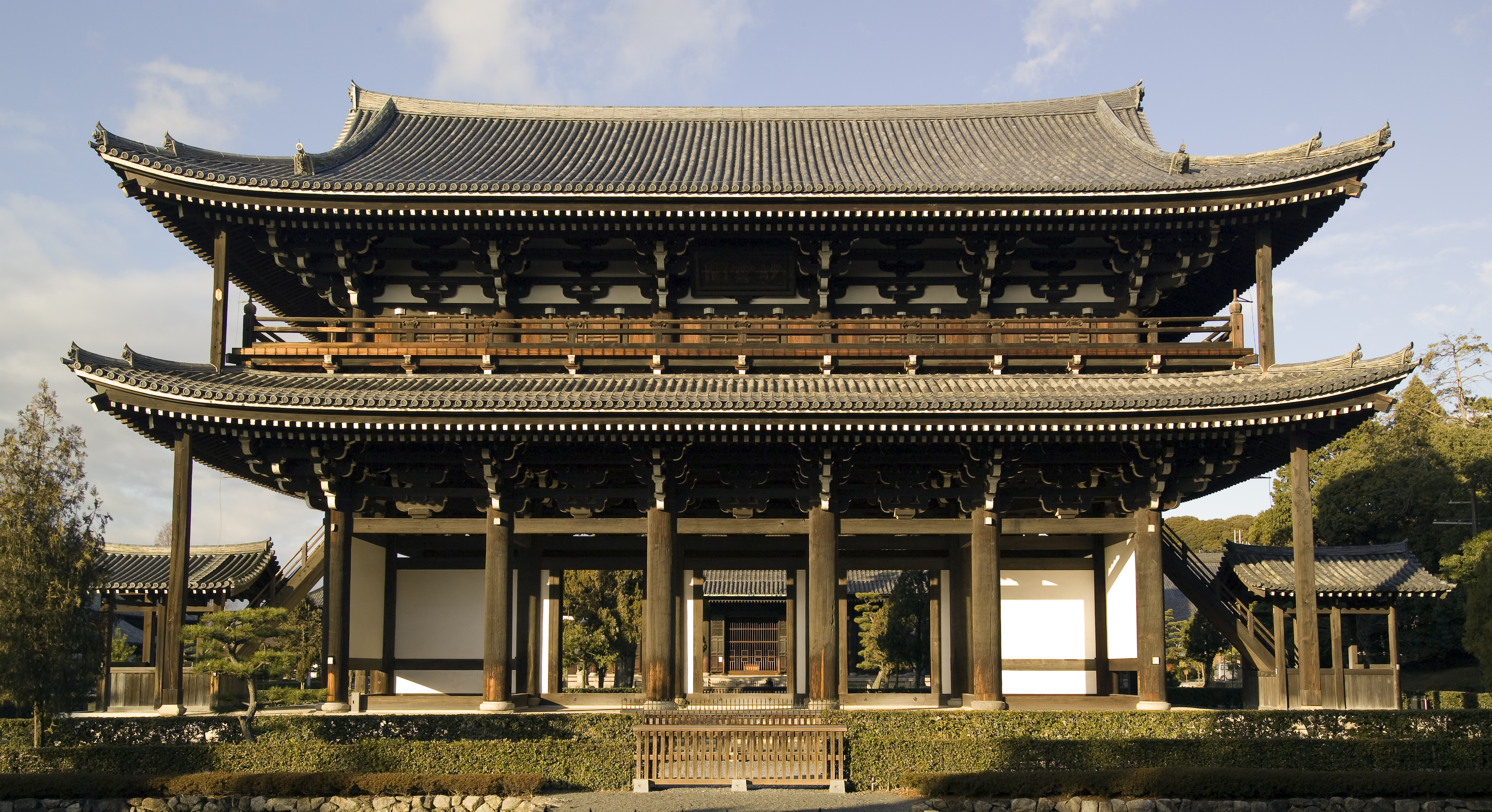
Un nijūmon (le sanmon de Tōfuku-ji, trésor national).

Un nijūmon (二重門, lit. « porte à un étage ») est l'un des deux types de portes à un étage actuellement utilisés au Japon (l'autre étant le rōmon, voir photo dans la galerie ci-dessous) et se trouve dans la plupart des temples bouddhistes au Japon.

## Traits distinctifs
Cette porte se distingue de ses semblables par le toit au-dessus du premier niveau qui longe tout l'étage supérieur, absent dans un rōmon.
En conséquence, il possède une série de consoles (tokyō) pour soutenir les combles du toit à la fois au premier et au deuxième étage. Dans un rōmon, les consoles supportent un balcon. Les tokyō sont généralement des supports (mitesaki) avec des chevrons à queue à la troisième marche. Un nijūmon est normalement couvert par un irimoya.
Contrairement au rōmon, dont l'étage est inaccessible et inutilisable, un nijūmon possède des marches qui mènent à l'étage. Certaines portes ont à leurs extrémités deux sanrō (山廊), structures de  2 × 1 ken abritant les escaliers. L'étage d'un nijūmon contient habituellement des statues de Shakyamuni ou de la déesse Kannon et des seize Rakan et accueille des cérémonies religieuses périodiques. Les grands nijūmon font cinq baies de large, deux baies de profondeur et ont trois entrées. Cependant, le Zōjō-ji de Tokyo, Bodaiji (temple funéraire) du clan Tokugawa, a une porte de 5 × 3 baies. Les plus petits ont 3 × 2 baies et possèdent une, deux ou même trois entrées.
De tous les types de portes de temple le nujūmon a le statut le plus élevé et est donc utilisé pour les portes importantes comme le chūmon (porte du milieu) des anciens temples tel Hōryū-jiLe sanmon, la porte d'un temple zen au plus grand prestige, est généralement un nijūmon. Quelques nijūmon sont appelés 中門 (chūmon, lit. « porte du milieu ») parce qu'ils sont situés entre l'entrée et le temple.

## Images

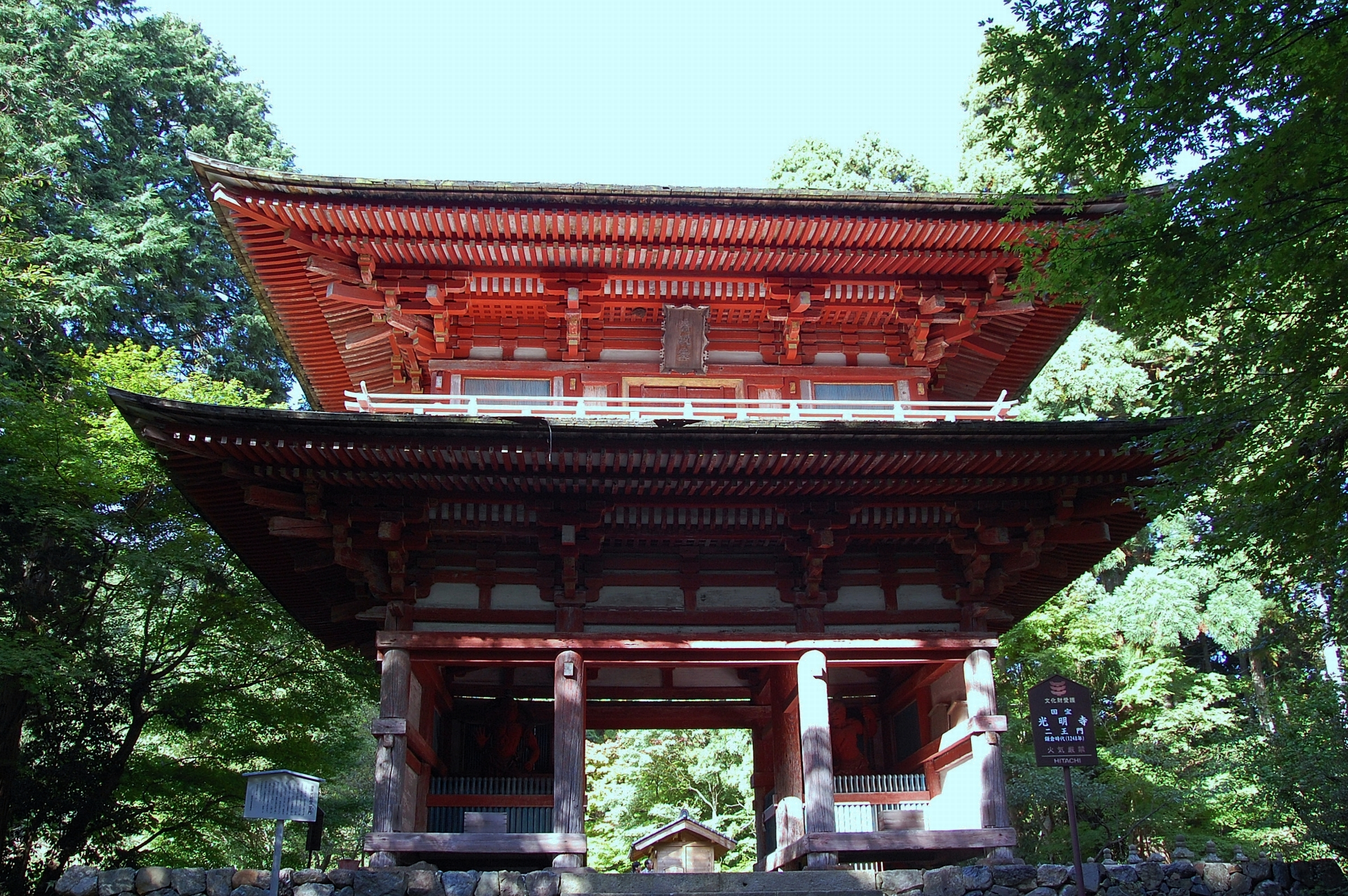
Le niōmon de Kōmyō-ji à Ayabe (trésor national).
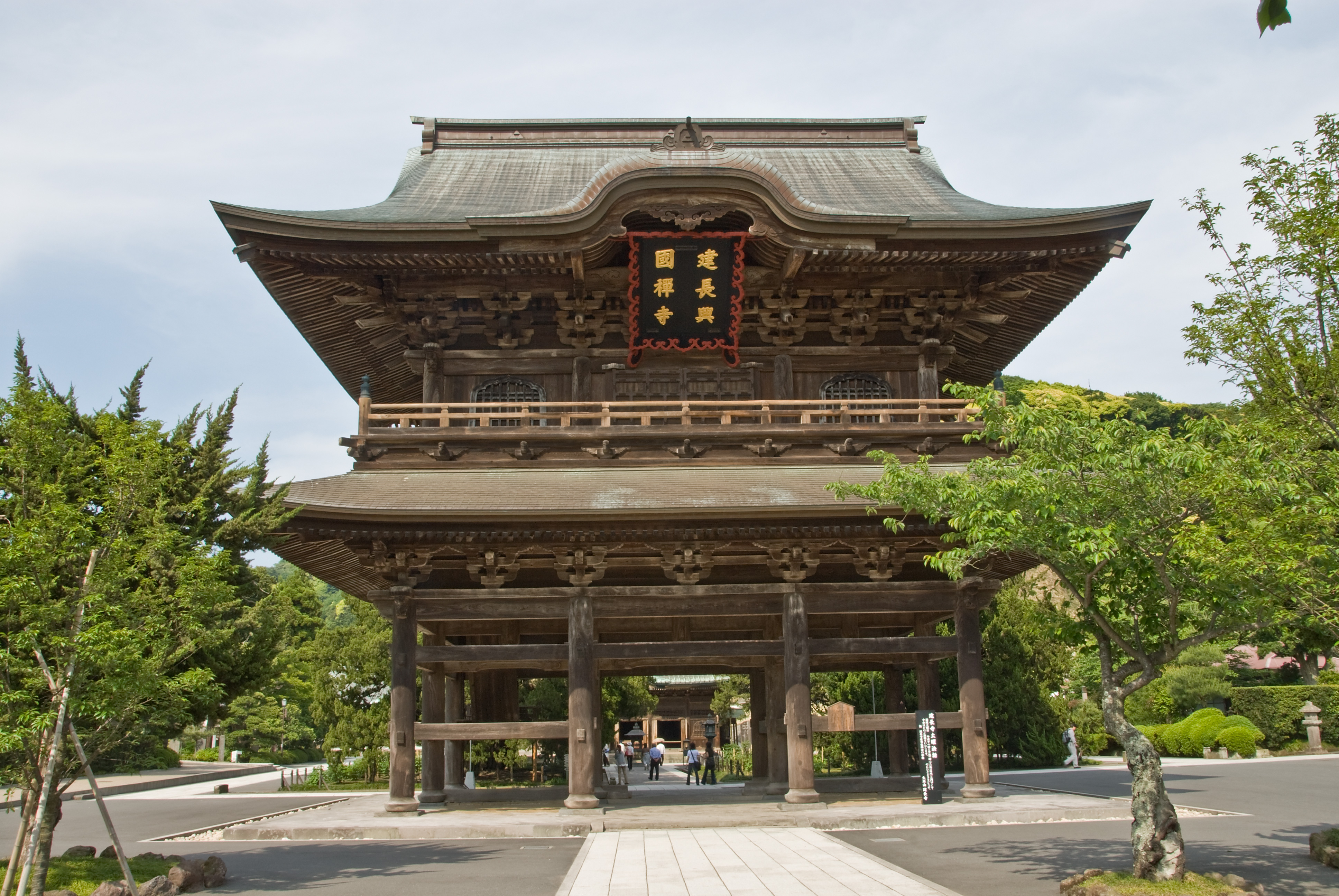
Un nijūmon à toit double.
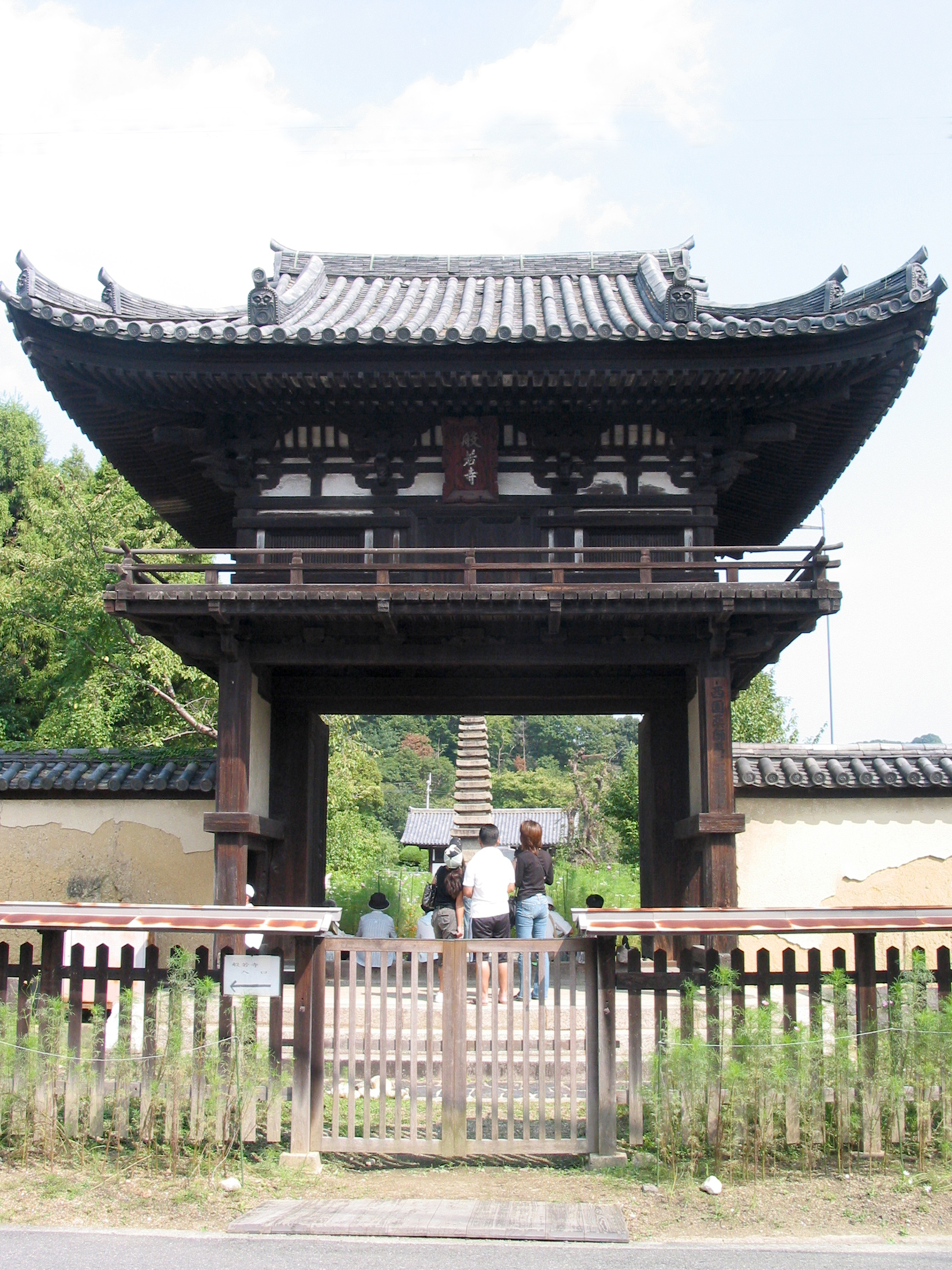
Un rōmon avec balcon et toit unique.
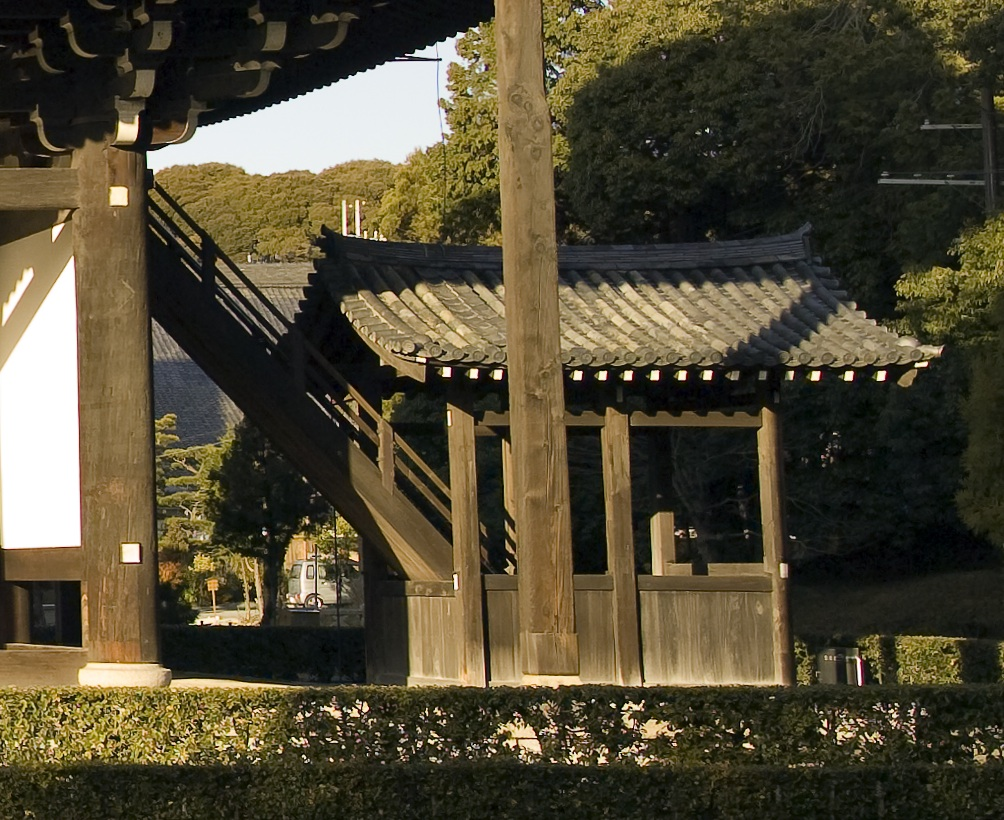
Un des sanrō du sanmon de Tōfuku-ji (détail de la photo ci-dessus).

## L'étage d'unnijūmon
Images de l'intérieur de l'étage d'un nijūmon, ici le sanmon de Kōmyō-ji (Kamakura) à Kamakura, préfecture de Kanagawa. 

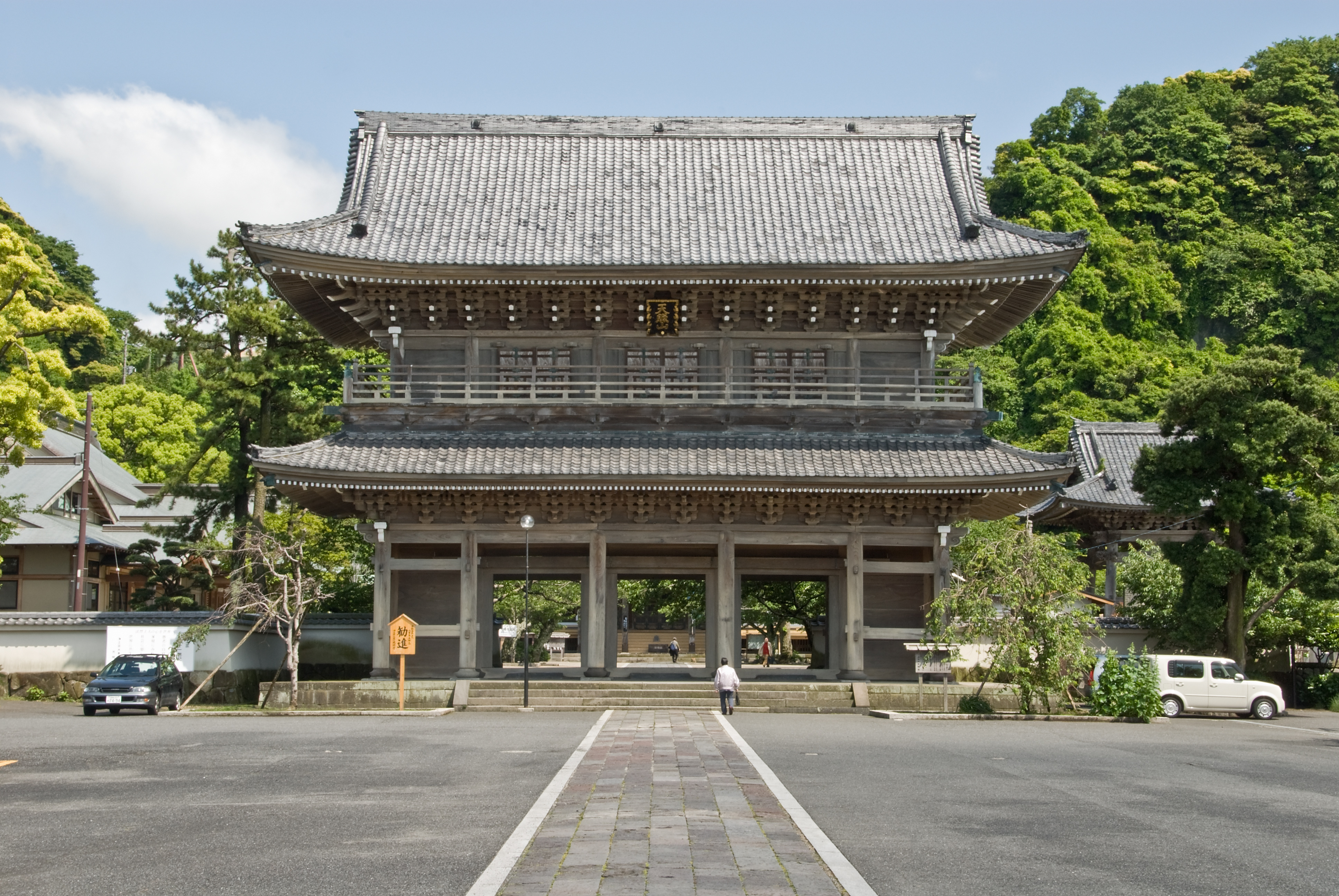
Le sanmon.
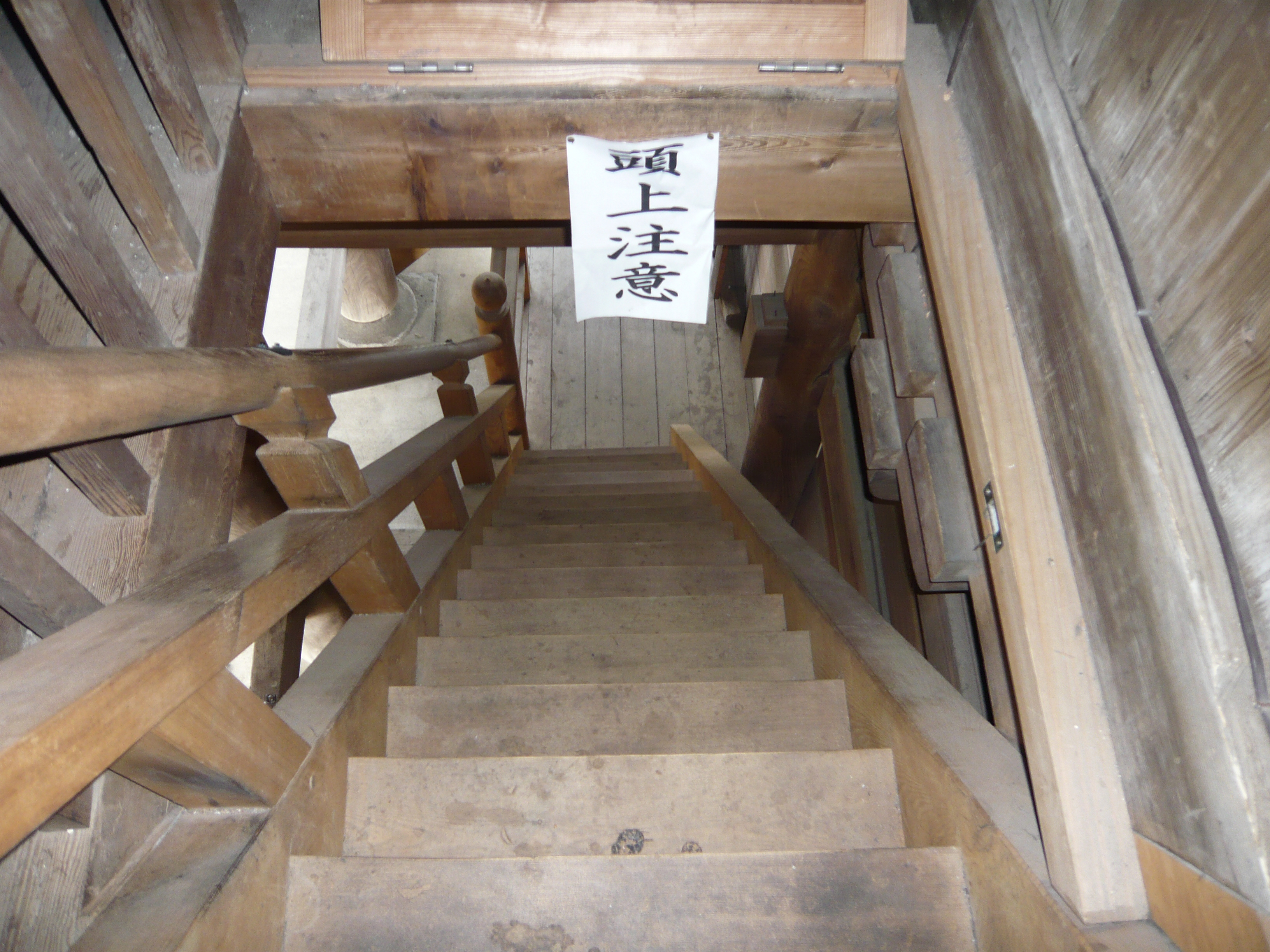
L'escalier vers l'étage.
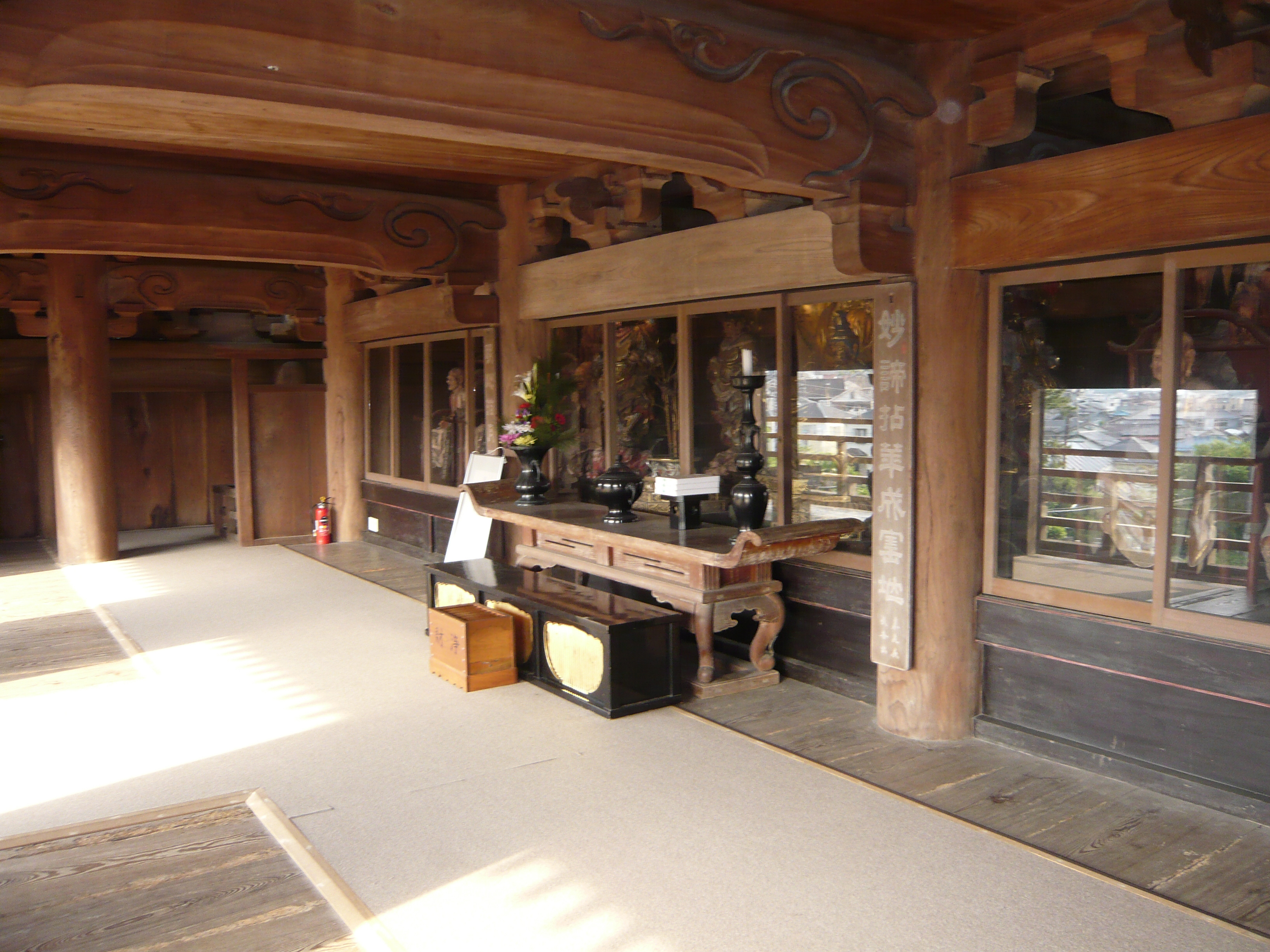
L'étage.
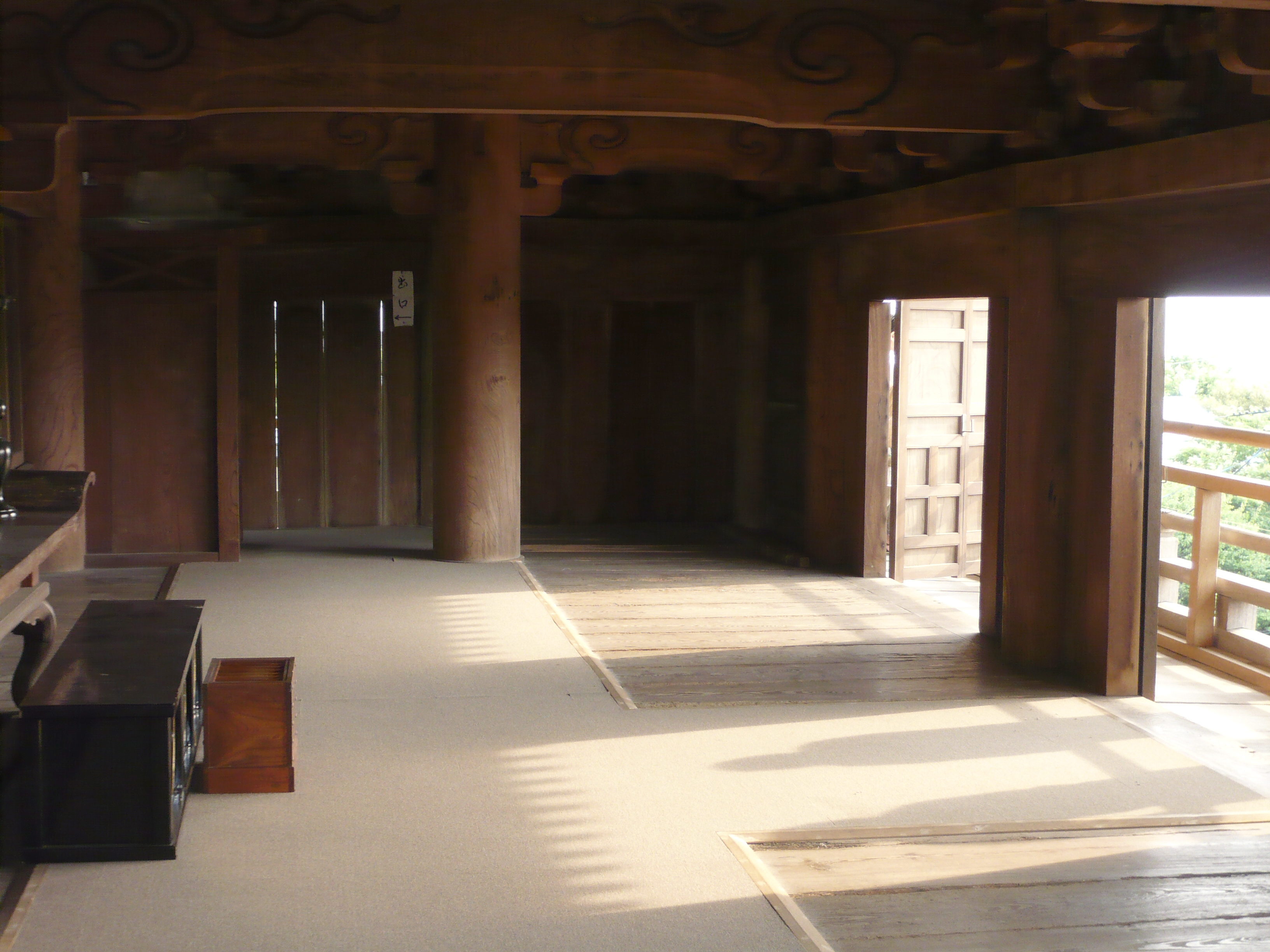
Étage, ouverture vers le balcon.
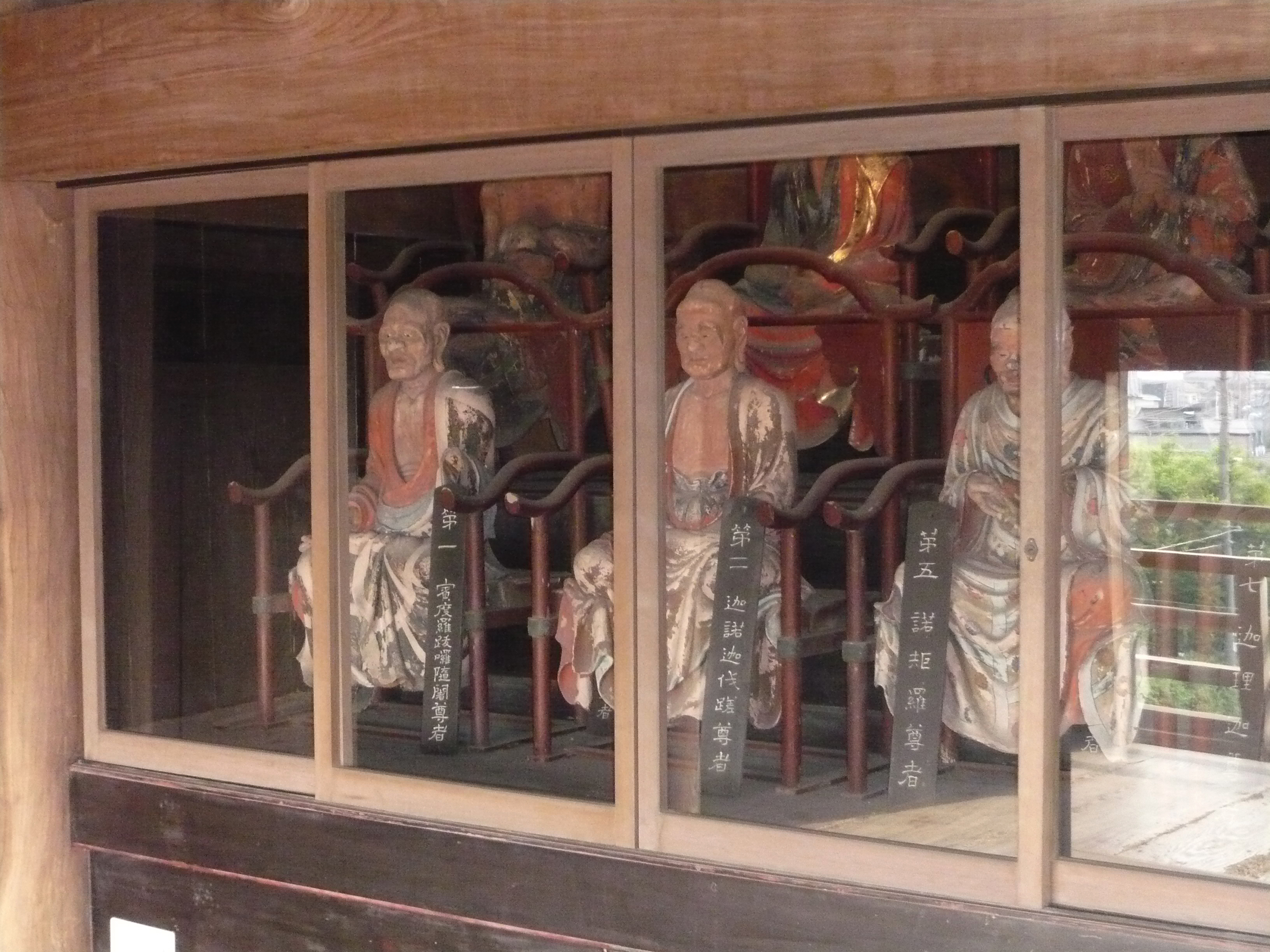
Images sacrées dans la pièce principale.